# Havelland-Kliniken
Der Landkreis Havelland ist Träger der Havelland Kliniken Unternehmensgruppe, die seit 2004 als Dachverband mehrere Tochtergesellschaften im Gesundheits- und Pflegebereich, den Rettungsdienst Havelland sowie ein Serviceunternehmen unter sich vereint. Insgesamt sind ca. 2200 Mitarbeiter zzgl. Auszubildende in der Unternehmensgruppe (die Gesellschaften sind auch Ausbildungsbetriebe) beschäftigt. Sitz der Unternehmensgruppe ist Nauen.

## Geschichte
Die Havelland Kliniken GmbH als Kernstück der Unternehmensgruppe wurde 2003 durch Zusammenschluss zweier regionaler Krankenhäuser (in Nauen und in Rathenow) gegründet. Beide sind aus selbstständigen traditionellen Gesundheitseinrichtungen hervorgegangen.
Anfang des 20. Jahrhunderts (1907) wurde in Nauen das Kreiskrankenhaus, benannt nach Kronprinzessin Cecilie, mit OP-Saal und Röntgenraum eingeweiht und in den 1930er und 1950er Jahren stetig erweitert. Anfang der 1960er Jahre wurde es Kreiskrankenhaus des Kreises Nauen.
Nach der Wiedervereinigung der beiden deutschen Staaten, 1990 wurden die Kreiskrankenhäuser von Nauen und dem benachbarten Staaken zusammengeführt. Die so entstandene Havellandklinik Nauen erhielt 1998 in Nauen, Ketziner Straße, einen modernen Klinikneubau.
Seit 2003 gehört die Havellandklinik Nauen zur Havelland Kliniken GmbH am Standort Nauen und führt den Namen Klinik Nauen.
Der Klinik-Gebäudekomplex steht in einer Parkanlage, in deren unmittelbarer Nähe sich auch das Medizinische Dienstleistungszentrum Nauen befindet.
Schon etwas früher (1885) wurde Rathenows Städtisches Krankenhaus – später Paracelsus-Krankenhaus – erbaut und im Laufe der Jahrzehnte mehrfach erweitert, um es dem jeweiligen Standard der medizinischen Versorgung anzupassen.
Seit 2003 gehört das Paracelsus-Krankenhaus Rathenow, zusammengeführt mit der Havellandklinik Nauen, zur Havelland Kliniken GmbH und führt den Namen Klinik Rathenow.
Nach der Wiedervereinigung wurde ein mehrstufiges Bauprogramm beschlossen, das von 1996 (erster Spatenstich) bis 2009 (Übergabe des letzten Bauabschnittes) umgesetzt wurde.
Um die Jahrhundertwende zum 21. Jahrhundert entstanden zwei Funktions-Neubauten für OP-Bereich und Küche sowie für Kreißsäle, Notfallaufnahme, Zentralsterilisation. Weiterhin wurden Alt- und Neubauten mittels zweigeschossiger Glasmagistralen verbunden und 2004 ein neues Bettenhaus errichtet. Der historische Teil – heute unter Denkmalschutz – wurde in diesem Zusammenhang saniert und den modernen Anforderungen an Hygiene, Brandschutz und Logistik angepasst. Dieser historische Teil beherbergt im Erdgeschoss das Medizinische Dienstleistungszentrum. Der Klinikkomplex ist von einer Parkanlage umgeben, in deren unmittelbarer Nachbarschaft sich mehrere Einrichtungen des Wohn- und Pflegezentrums der Unternehmensgruppe befinden.
Die Kliniken Nauen und Rathenow wurden an beiden Standorten zu modernen medizinischen Zentren für Diagnostik und Therapie ausgebaut.

## Medizinische Bedeutung
Die Havelland Kliniken GmbH ist ein kommunales Krankenhaus im Landkreis Havelland und wird im Landeskrankenhausplan Brandenburg als  Krankenhausbetrieb mit den Standorten Klinik Nauen und Klinik Rathenow geführt. Im Landkreis Havelland ist sie Alleinversorger, sie gehört zum Versorgungsgebiet Havelland–Fläming (VG 3 nach §3 Absatz 2 RegBkPlG in der Fassung der Bekanntmachung vom 8. Februar 2012, GVBl. I Nr. 13). Beide Standorte sind dem Level der Regelversorgung zugeordnet. Sie sind damit zuständig für die wohnortnahe Versorgung der Patienten bezüglich der am häufigsten auftretenden Krankheiten und gewährleisten darüber hinaus auch die Versorgung spezieller Krankheitsbilder mit spezialisierten Behandlungsformen. Seit dem März 2014 ist die Havelland Kliniken GmbH Akademisches Lehrkrankenhaus der Charité – Universitätsmedizin Berlin.

## Standort Nauen

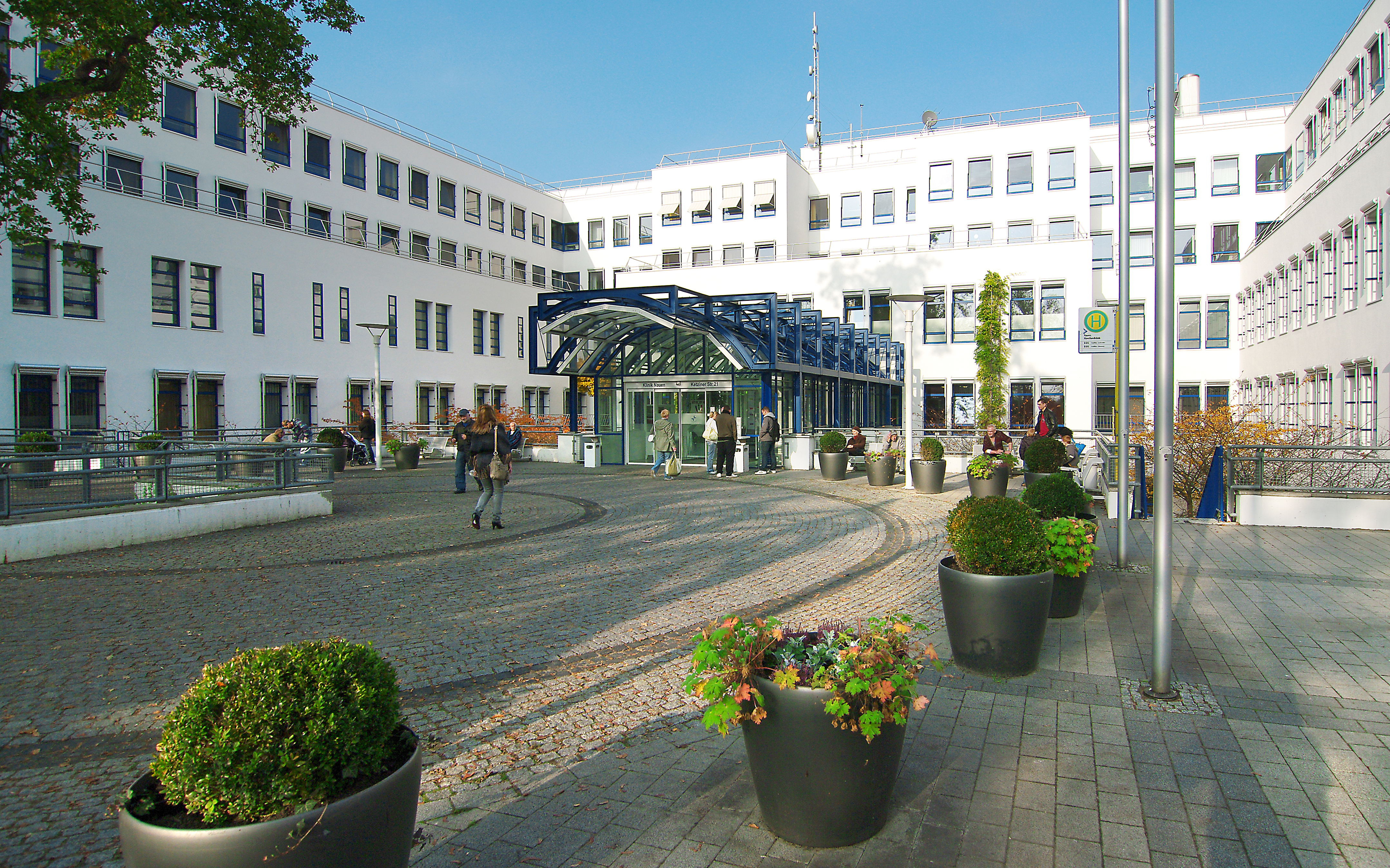
Eingangsbereich Klinik Nauen

Die Klinik Nauen ist befindet sich unweit des Nauener Stadtzentrums, ihre Versorgungsbereiche umfassen vorwiegend den östlichen und nordöstlichen Teil des Landkreises Havelland bis in die Berliner Randbezirke Staaken/Spandau.
Hauptfachabteilungen sind Kliniken für:
Innere Medizin, Geriatrie, Allgemein- und Viszeralchirurgie, Orthopädie und Traumatologie, Gynäkologie und Geburtshilfe, Kinder- und Jugendmedizin, Anästhesie, Intensivmedizin und Schmerztherapie, Psychiatrie, Psychotherapie und Psychosomatik sowie Urologie.
Notfallaufnahme mit Hubschrauberlandeplatz auf dem Klinikgelände, Funktionsdiagnostik sowie Radiologie, Zentrallabor und Krankenhausapotheke befinden sich direkt im Klinikkomplex.
Der Standort Nauen verfügt über ein Ambulantes Operationszentrum und eine Psychiatrische Institutsambulanz.
Unmittelbar vor dem Parkgelände befindet sich ein Besucherparkplatz.

## Standort Rathenow

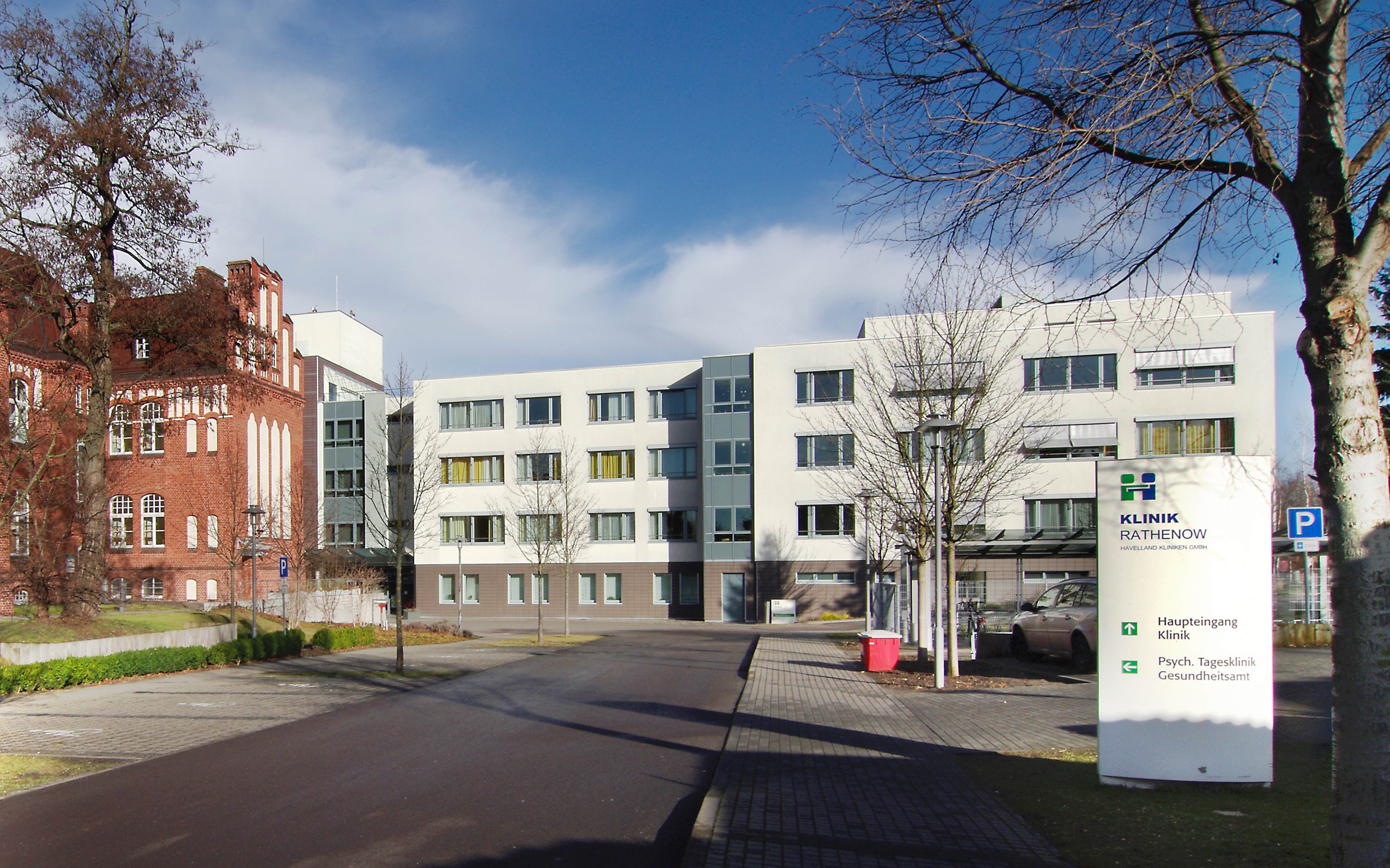
Klinik Rathenow

Die Klinik Rathenow befindet sich zentrumsnahe im Stadtgebiet der Kreisstadt Rathenow. Ihr Versorgungsgebiet umfasst das Westhavelland bis über die Landesgrenze zu Sachsen-Anhalt hinaus.
Hauptfachabteilungen sind Kliniken für:
Innere Medizin, Allgemein- und Viszeralchirurgie, Orthopädie und Traumatologie, Gynäkologie und Geburtshilfe, Kinder- und Jugendmedizin, Anästhesie, Intensivmedizin und Schmerztherapie sowie Geriatrie.
Zum Klinikkomplex gehören eine Notfallaufnahme mit Hubschrauberlandeplatz auf dem Gelände, Funktionsdiagnostik, Radiologie, Zentrallabor und Krankenhausapotheke.
Der Standort Rathenow verfügt über ein Ambulantes Operationszentrum.
Auf dem Klinikgelände befindet sich ein Besucherparkplatz.